# Wilhelm Meyer-Schwartau

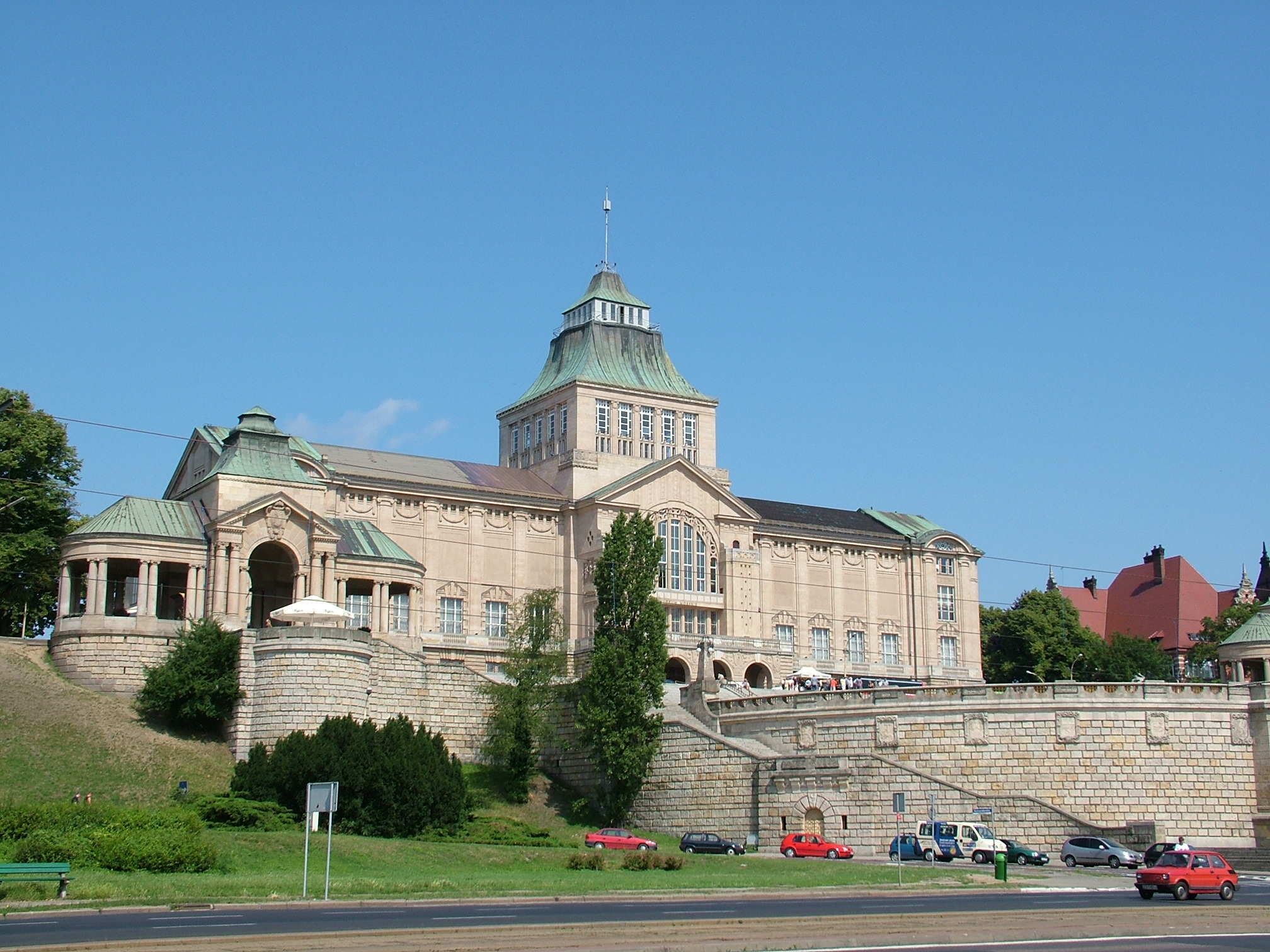
W. Meyer-Schwartau: Gmach Główny Muzeum Narodowego w Szczecinie na Wałach Chrobrego, w którym gości Teatr Współczesny

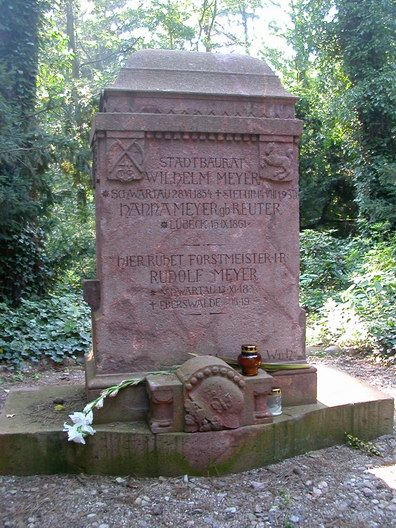
Nagrobek Wilhelma Meyera-Schwartau na cmentarzu Centralnym

Wilhelm Meyer-Schwartau (ur. 28 czerwca 1854 w Schwartau, zm. 14 sierpnia 1935 w Szczecinie) – niemiecki architekt, w latach 1891–1921 miejski radca budowlany Szczecina.

## Życiorys
Był absolwentem Berlińskiej Akademii Budownictwa. Po ukończeniu studiów na tej uczelni (studiował architekturę i budownictwo), w latach 80. XIX w. pracował przy restauracji katedr późnoromańskich: św. Piotra w Wormacji i katedry w Spirze. Opublikował pracę teoretyczną o katedrze w Spirze, porównując ją z pokrewnymi stylowo świątyniami w Wormacji i Moguncji. W 1891 osiedlił się w Szczecinie i piastował stanowisko miejskiego radcy budowlanego (do roku 1921).

## Główne projekty
Wilhelm Meyer-Schwartau jest autorem projektów wielu reprezentacyjnych budowli w Szczecinie:
- układ przestrzenny i budowle cmentarza Centralnego w Szczecinie
- układ przestrzenny Hakenterrasse (dzisiejsze Wały Chrobrego) oraz stojący na nich Gmach Główny Muzeum Narodowego w Szczecinie (dawne Stadtmuseum Stettin)
- neogotycki kościół św. Gertrudy na Łasztowni
- gmach magistratu – obecnie rektorat Pomorskiego Uniwersytetu Medycznego przy ul. Rybackiej
- neoromański budynek Gimnazjum Miejskiego – dziś I LO przy al. Piastów
- kompleks budynków ówczesnego Szpitala Miejskiego – obecnie Szpitala Klinicznego PUM na Pomorzanach
- neorenesansowy gmach Urzędu Celnego oraz znajdujący się przed nim Most Hanzy (istniejący w miejscu obecnego Mostu Długiego)
- modernistyczny gmach Królewskiej Pruskiej Szkoły Rzemiosł Budowlanych (obecnie Wydział Technologii i Inżynierii Chemicznej ZUT w Szczecinie)
- Dom Parkowy (obecnie Hotel Park)
- modernistyczny kompleks budynków dawnego szpitala gruźliczego w Zdunowie (obecnie Samodzielny Publiczny Wojewódzki Szpital Zespolony w Szczecinie).

## Galeria

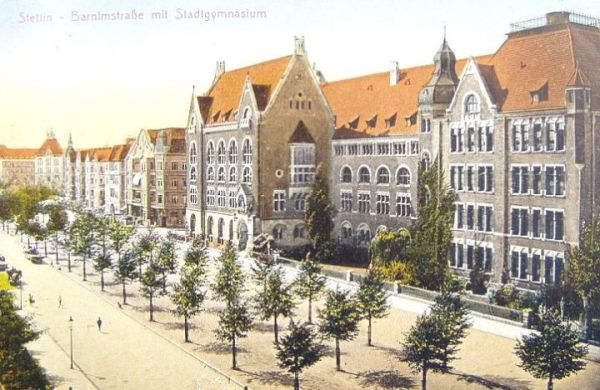
W. Meyer-Schwartau: budynek Stadtgymnasium, ob. I LO
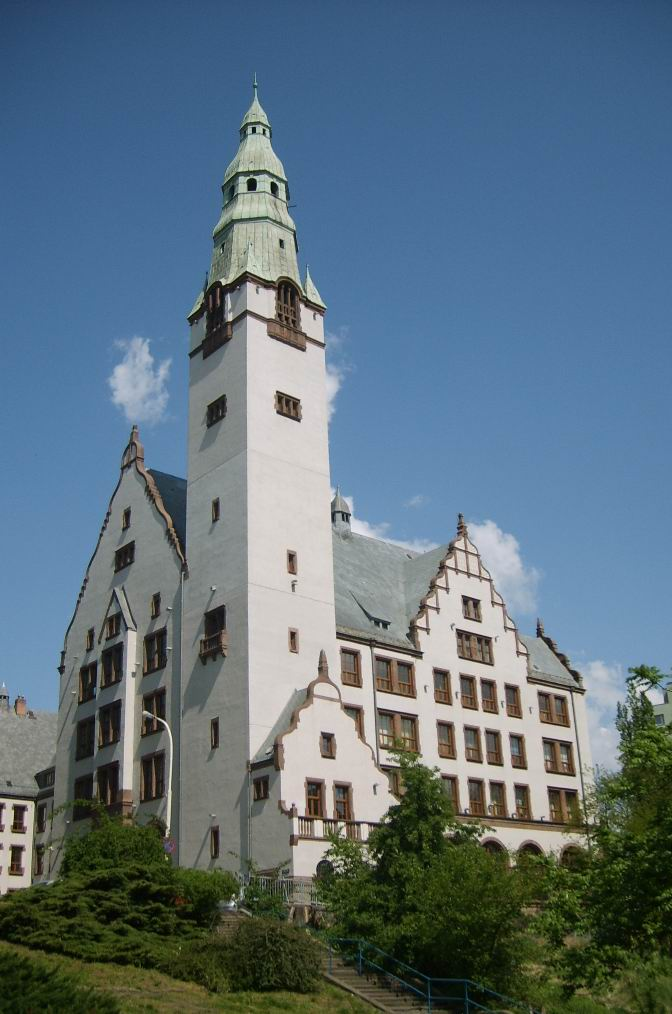
W. Meyer-Schwartau: budynek d. magistratu, ob. rektorat PUM
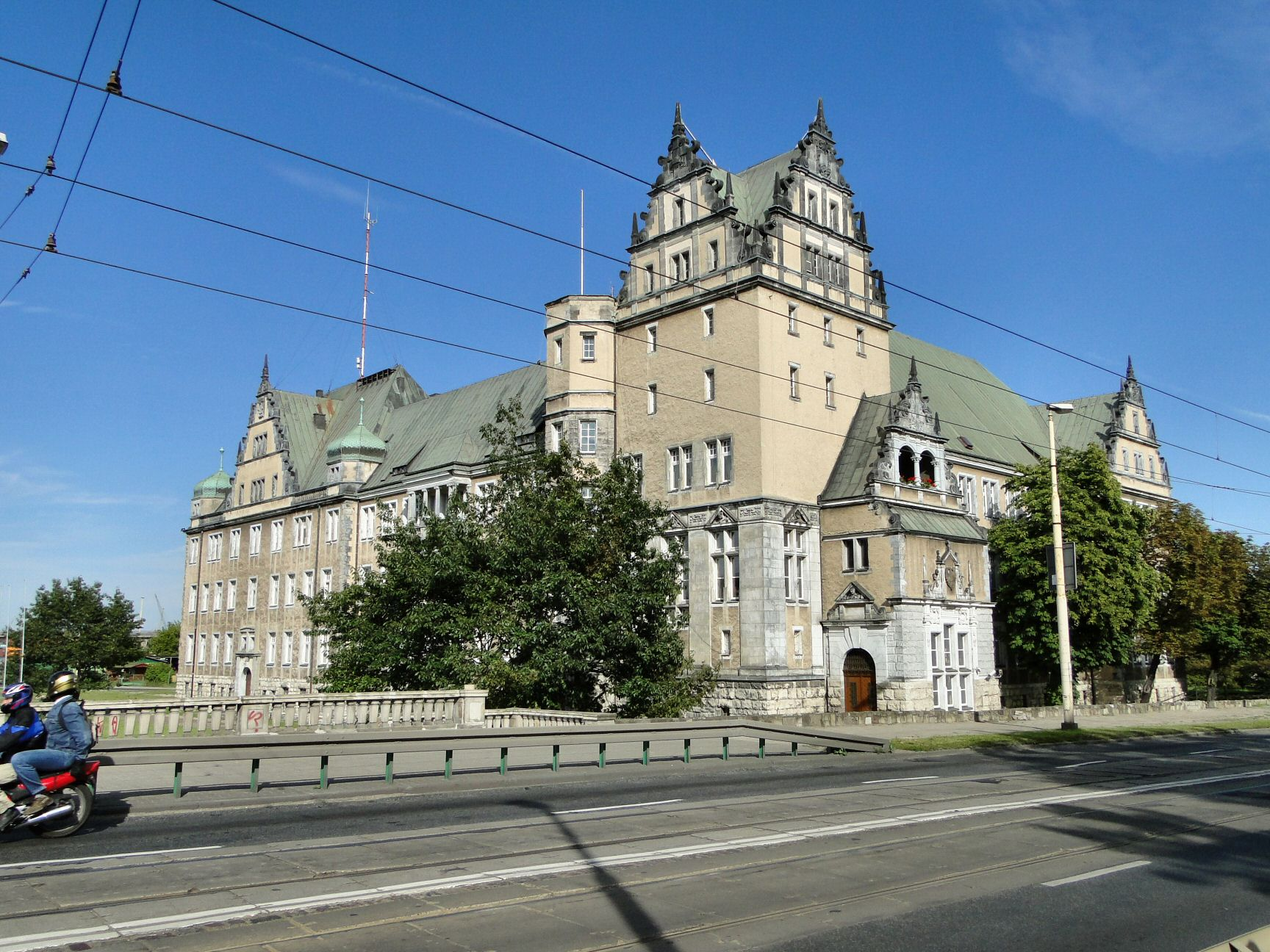
W. Meyer-Schwartau: gmach Urzędu Celnego na Łasztowni
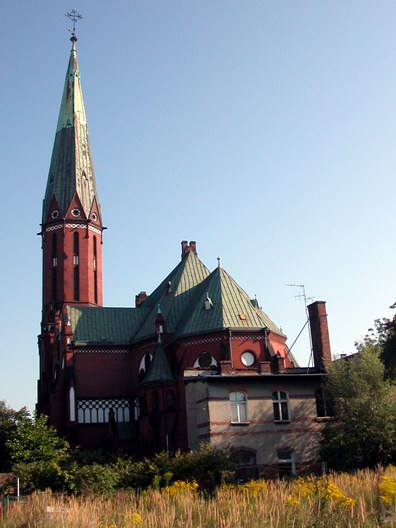
W. Meyer-Schwartau: kościół św. Trójcy
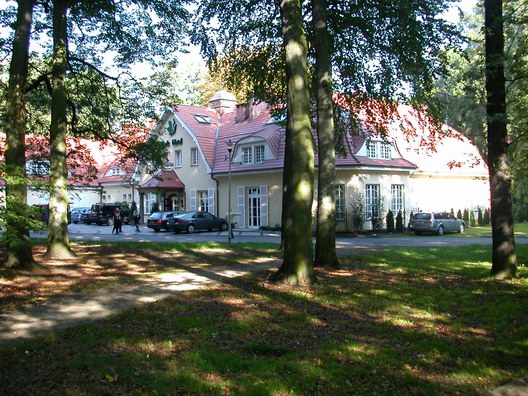
W. Meyer-Schwartau: Dom Parkowy; obecnie Hotel Park w Parku Żeromskiego
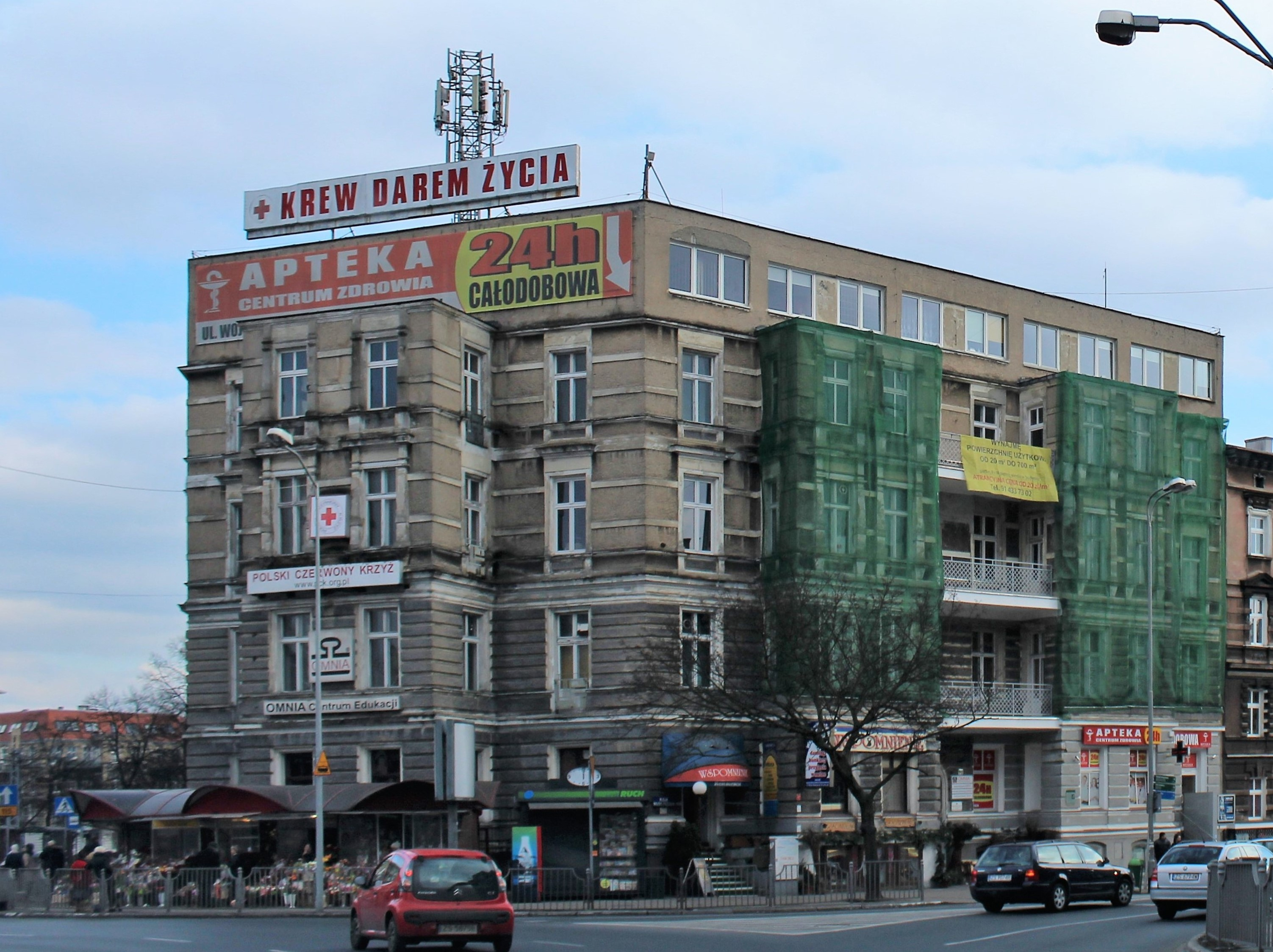
Kamienica, w której mieszkał w latach 1891–1935 W. Meyer-Schwartau